# Sydsvenskan
Sydsvenska Dagbladet Snällposten, conegut col·loquialment com a Sydsvenskan (en suec, "El suec del sud), és un diari publicat a Scania (Suècia).

## Història
El Sydsvenskan fou fundat l'any 1870. El 1871 es fusionà amb el diari Snällposten (fundat el 1848). Sydsvenskan té la seu a Malmö i es distribueix majoritàriament al sud d'Scania. Cobreix les notícies locals del sud-oest d'Scania, del país, la Unió Europea i notícies internacionals.
El diari és propietat del Grup Bonnier, que el va comprar el 1994.
Fins al 1966, l'Sydsvenskan fou proper al grup polític Rightist Party (ara Moderate Party). Al debat suec sobre la funció del país dins la Unió Europea i amb relació a la zona euro, el diari emfatitzat en la importància d'un apropament cap a Europa més polític, econòmic i cultural. La posició ideològica de l'editorial del diari és "liberal independent".
El diari va canviar el format (de gran format a compacte) el 5 d'octubre de 2004.

### Introducció i supressió del pagament en línia
L'Sydsvenskan va afegir un pagament per veure el diari en línia el febrer de 2013. Els qui no tenien una subscripció en paper podrien llegir un màxim de 20 articles al mes. Un any després, ho van canviar a 5 articles setmanals. Les subscripcions costaven a partir de 28 corones sueques, amb ple accés al lloc web. L'agost de 2014 van apujar la tarifa a 59 corones sueques (uns €6). Un any després de la introducció del diari digital, hi va haver 60.000 subscriptors amb compte digital i 4.000 havien comprat una subscripció digital..
El gener de 2016, L'Sydsvenskan va treure el pagament digital, doncs l'editora en cap (na Pia Rehnquist) deia que havent-t'hi pagament digital hi havia la creença generalitzada de que s'havia de pagar per llegir un lloc web. També opinava que la parti digital anava bé però que amb la nova política podrien aconseguir tindre més lectors.

### Adquisició deHelsingborgs Dagblad
A finals d'abril de 2014, Sydsvenskan va proposar-se la compra del Helsingborgs Dagblad. A finals de maig van aconseguir un tracte amb l'Autoritat de Competència sueca, aprovat un parell de setmanes deprés. Una de les principals raons per la compra fou que ambdós diaris havien disminuït les vendes.

## Tirada

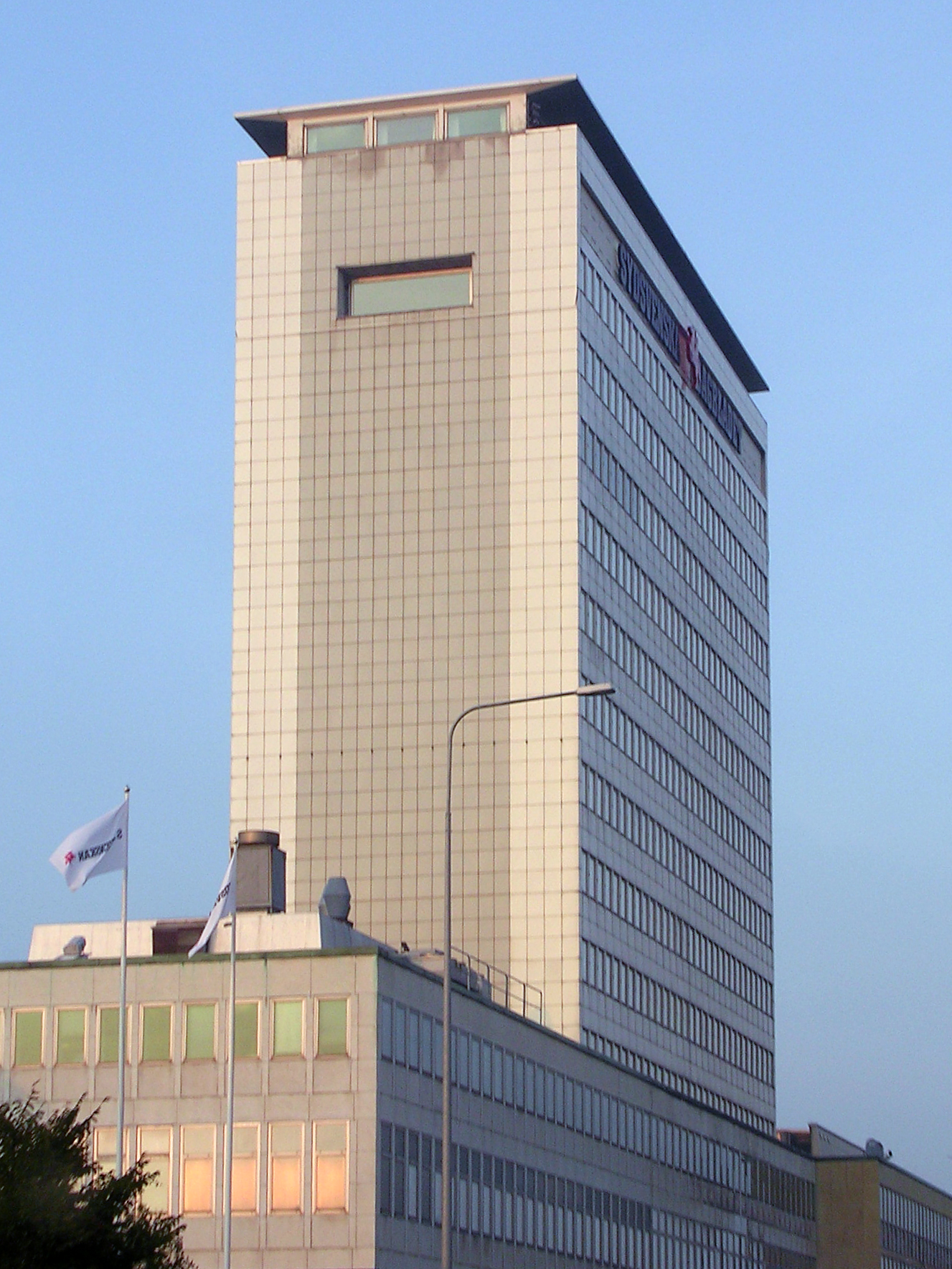
La seu principal, a Malmö.

El 1998, la tirada del diari fou de 125.000 còpies entre setmana i 146.000 còpies els diumenges. L'any 2005 la tirada fou de 129.300 còpies entre setmana, 94.800 còpies el 2012 i 99.800 còpies el 2013.